# Hardberg (Schwarzwald)
Der Hardberg ist ein 374,7 m ü. NHN hoher Berg am Westrand des nördlichen Schwarzwalds auf der Gemarkung des Baden-Badener Stadtteils  Balg. Über Wanderwege ist er gut erschlossen. Der Hardberg ist vollständig bewaldet. Durch den Orkan Lothar wurde der Wald im Dezember 1999 stark beschädigt.

## Umgebung
Am nordwestlichen, der Oberrheinebene zugewandten Abhang des Hardbergs liegt am Übergang zu den Ortenau-Bühler Vorbergen der Stadtteil Balg mit der Stadtklinik. Etwas oberhalb der Klinik befindet sich ein alter Steinbruch, der seit 1971 als Naturdenkmal ausgewiesen ist. Die 25 m hohe und etwa 100 m breite Wand aus Buntsandstein fällt nach Westen gegen die Rheinebene ab. Auf der Sohle des Steinbruchs befindet sich ein Hartplatz. Am südwestlichen Hang des Hardberges verläuft der Untere Aussichtsweg in die Weststadt, zum Hardbergbad und zur Jugendherberge. Der Obere Aussichtsweg führt oberhalb des Hardbergbades zum Neuen Schloss. Auf der Ostseite, zwischen Hardberg und Battert liegt Kellersbild, ein beliebtes Ausflugsziel für Wanderer.

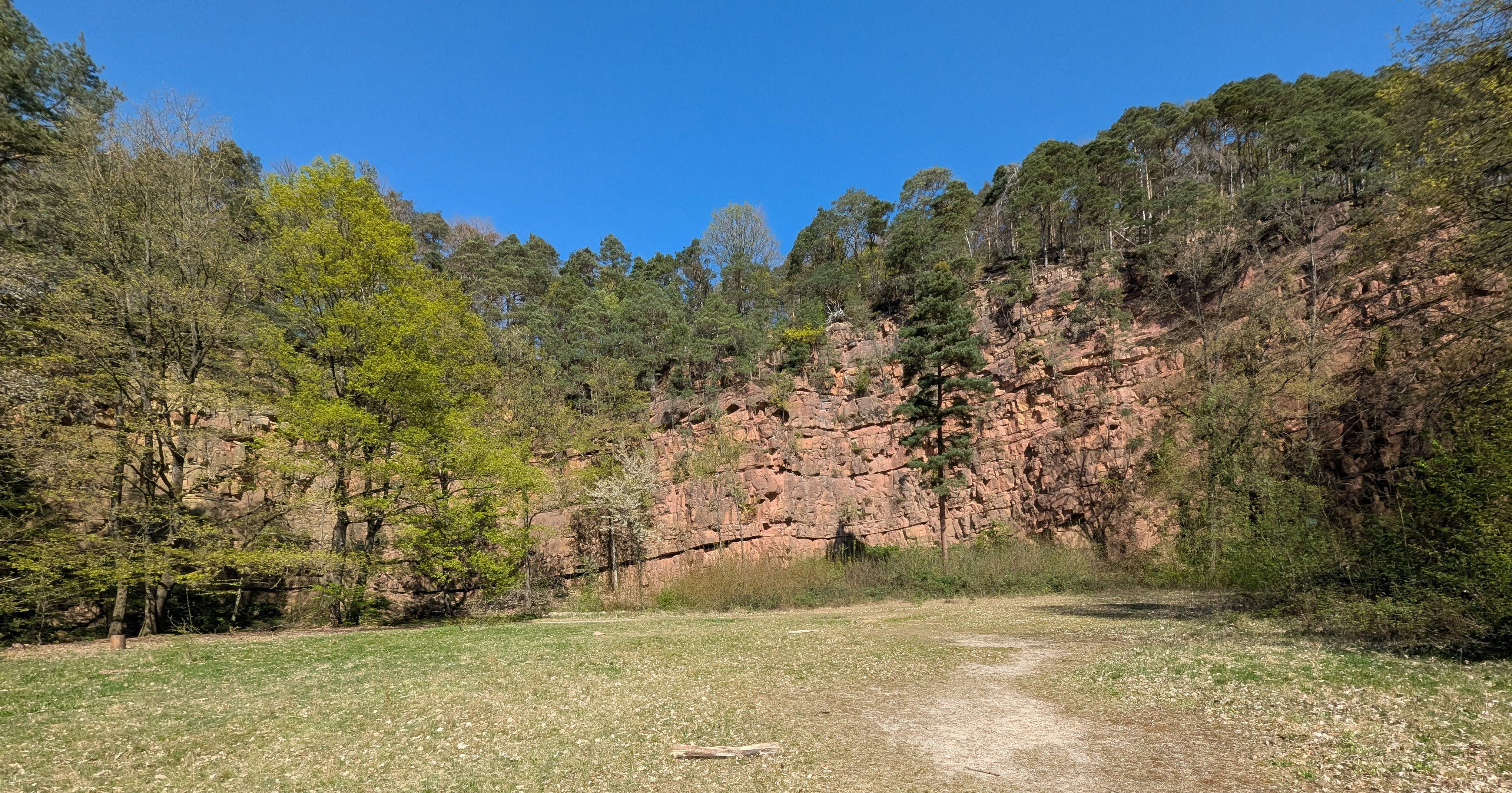
Steinbruch Hardberg